# Парламентские выборы в Туркменистане (2013)
Парламентские выборы в Меджлис (Парламент Туркменистана) прошли 15 декабря 2013 года. Всего было зарегистрировано 283 кандидатов на 125 мест парламента. В выборах впервые, помимо Демократической партии, принимала участие Партия промышленников и предпринимателей Туркменистана, а также общественные объединения Туркмении и собрания инициативных групп граждан, проживающих на территории соответствующих округов. Было образовано 2446 избирательных участков, а также 33 избирательных участка образованы за рубежом при дипломатических миссиях Туркменистана. Предыдущие парламентские выборы состоялись 14 декабря 2008 года. Явка составила более 91,33 %, всего Центризбиркомом Туркменистана было зарегистрировано 3 миллиона 63 тысяч избирателей.

## Хроника
Избирательная кампания стартовала 5 октября. Выдвижение кандидатов продлилось с 16 октября до 14 ноября. Регистрация кандидатов прошла с 26 октября до 20 ноября. 5 декабря началось досрочное голосование по выборам депутатов Меджлиса для тех, кто по тем или иным причинам в день выборов 15 декабря не сможет прийти на свой избирательный участок и проголосовать.
15 декабря на 15:00 по ашхабадскому времени средняя явка избирателей по стране составила 78,57 %, выборы были признаны состоявшимися.

## Оценки выборов и их подготовки
Миссия СНГ в лице её главы Сергея Лебедева сообщила, что выборы «соответствовали общепризнанным демократическим нормам, были открытыми, гласными и обеспечили свободное волеизъявление граждан страны». Amnesty International и наблюдатели ОБСЕ раскритиковали выборы из за отсутствия реальной конкуренции.

## Итоги
Было избрано 125 депутатов, из них:
- Демократическая партия Туркменистана — 47
- Партии промышленников и предпринимателей Туркменистана — 14
- Организация профсоюзов Туркменистана — 33
- Союз женщин Туркменистана — 16
- Молодёжная организация Туркменистана имени Махтумкули — 8
- Самовыдвиженцы — 7